# 萨曼莎·卢思韦特
萨曼莎·路易丝·卢思韦特 （英語：Samantha Louise Lewthwaite，/ˈluːθweɪt/，1983年12月5日— ），英國人，綽號“白寡婦”。
薩曼莎·盧思韋特是倫敦七七爆炸案自殺式爆炸襲擊者傑曼·林賽（Germaine Lindsay）的妻子，也是恐怖主義嫌疑人之一。
薩曼莎·盧思韋特是索馬利亞的伊斯蘭激進組織青年黨成員。她已被指控於2012年歐錦賽期間在蒙巴薩策劃使用手榴彈襲擊非穆斯林禮拜場所。
2014年11月，根據俄新社報導薩曼莎·盧思韋特在烏克蘭被民兵狙擊手擊斃，但福斯新聞頻道稱未獲證實。